# Sicyopterus griseus
Sicyopterus griseus är en fiskart som först beskrevs av Day, 1877.  Sicyopterus griseus ingår i släktet Sicyopterus och familjen smörbultsfiskar. IUCN kategoriserar arten globalt som livskraftig. Inga underarter finns listade i Catalogue of Life.